# Maxime Châtaignier
Maxime Châtaignier, né le 15 septembre 1988 à Besançon, est un patineur de patinage de vitesse sur piste courte français. Il a participé à 3 olympiades d'hiver : Turin 2006 ( plus jeune sélectionné olympique Français), Vancouver 2010 et Sotchi 2014. Il a notamment remporté le classement général de la coupe du monde 2011, sur 1500m et termine sa carrière internationale en 2015 avec 3 titres de champion du monde et un titre de champion d'Europe.
Il intègre la brigade des sapeurs pompiers de Paris à l'été 2015 jusqu'en février 2018 date à laquelle il crée le cabinet de coaching MF SOLUTIONS au sein duquel il exerce sur la préparation mentale des sportifs de haut niveau et dans plusieurs autres secteurs. 
Depuis 2019 il est en charge de la préparation mentale des cavaliers de la Fédération française d'équitation et exerce aujourd'hui dans de nombreuses disciplines.  

## Palmarès

### Jeux olympiques
- 5e sur le relais aux Jeux olympiques de 2010

### Championnats du monde
| Édition / Épreuve | 500 m | 1 000 m | 1 500 m | 3 000 m | Général | Relais |
| 2010              | 10e   | 6e      | 10e     |         | 12e     |        |

### Championnats d'Europe
| Édition / Épreuve | 500 m | 1 000 m | 1 500 m | 3 000 m | Général | Relais |
| 2010              | Or    | 6e      | 11e     | 4e      | Bronze  | 4e     |
| 2011              | 10e   | 5e      | -       |         | 17e     | 6e     |

### Coupe du monde
- Vainqueur du classement général du 1 500 m en 2011.

| Année/Classement | Année/Classement | 500 m  | 500 m  | 1 000 m | 1 000 m | 1 500 m | 1 500 m | Classement mondial |
| Année/Classement | Année/Classement | Class. | Points | Class.  | Points  | Class.  | Points  | Classement mondial |
| ---------------- | ---------------- | ------ | ------ | ------- | ------- | ------- | ------- | ------------------ |
| 2010             | 2010             |        |        | 45e     | 37      | 18e     | 265     | 32e                |
| 2011             | 2011             |        |        | 18e     | 805     | 1er     | 2405    | 3e                 |